# Anthrax gideon
Anthrax gideon är en tvåvingeart som beskrevs av Fabricius 1805. Anthrax gideon ingår i släktet Anthrax och familjen svävflugor. Inga underarter finns listade i Catalogue of Life.